# Tettigonia longispina
Tettigonia longispina is een rechtvleugelig insect uit de familie sabelsprinkhanen (Tettigoniidae). De wetenschappelijke naam van deze soort is voor het eerst geldig gepubliceerd in 1983 door Ingrisch.
1. ↑  (en) Tettigonia longispina op de IUCN Red List of Threatened Species.